# Liste der Kulturgüter in Orny
Die Liste der Kulturgüter in Orny enthält alle Objekte in der Gemeinde Orny im Kanton Waadt, die gemäss der Haager Konvention zum Schutz von Kulturgut bei bewaffneten Konflikten, dem Bundesgesetz vom 20. Juni 2014 über den Schutz der Kulturgüter bei bewaffneten Konflikten sowie der Verordnung vom 29. Oktober 2014 über den Schutz der Kulturgüter bei bewaffneten Konflikten unter Schutz stehen.
Objekte der Kategorie A sind im Gemeindegebiet nicht ausgewiesen, Objekte der Kategorie B sind vollständig in der Liste enthalten, Objekte der Kategorie C fehlen zurzeit (Stand: 1. Januar 2023).

## Kulturgüter
| Foto |                                                                                                | Objekt | Kat. | Typ | Standort                                | Beschreibung                                                                                      |
| ---- | ---------------------------------------------------------------------------------------------- | --- | ---- | --- | --------------------------------------- | ------------------------------------------------------------------------------------------------- |
| ja   | Datei hochladen · Wikidata zu Mormont (Q1948256)                                               | Le Mormont / Pévraz / Tilérie, neolithisch-römische Fundstellen / Le Mormont / Pévraz / Tilérie, sites néolithiques et romains KGS-Nr.: 16560 | A    | G   | 530730 / 167501                         | Liegt zum Teil auf dem Gemeindegebiet von La Sarraz (KGS-Nr. 16358) und Eclépens (KGS-Nr. 11776). |
| ja   | Datei hochladen · Wikidata zu Canal d’Entreroches (Q1032679)                                   | Ehemaliger Canal d’Entreroches / Ancien canal d’Entreroches KGS-Nr.: 17458                                                                    | A    | G   | 532256 / 168187                         | Objekt liegt teilweise auf dem Gemeindegebiet von Eclépens (KGS-Nr. 6063).                        |
| ja   | Datei hochladen · Wikidata zu Schloss Orny (Q15944590)                                         | Schloss Orny mit ehemaligem Landhaus und Springbrunnen / Château d’Orny avec ancien rural et fontaine KGS-Nr.: 06387                          | B    | G   | Rue de la Cage 2 530088 / 168922        |                                                                                                   |
| ja   | Datei hochladen · Wikidata zu Haus des Schleusenwärters des Kanals von Entreroches (Q16508754) | Haus des Schleusenwärters des Entreroches-Kanals / Maison de l’éclusier du canal d’Entreroches KGS-Nr.: 06388                                 | B    | G   | Route d’Entreroches 4–6 531666 / 168365 |                                                                                                   |
| ja   | Datei hochladen · Wikidata zu Reformierte Kirche Notre-Dame (Q15958558)                        | Reformierte Kirche Notre-Dame / Église réformée Notre-Dame KGS-Nr.: 06389                                                                     | B    | G   | Route de la Plaine 1 530133 / 168969    |                                                                                                   |